# アイム・ユア・ファン-トリビュート・トゥ・松任谷由実
『アイム・ユア・ファン-トリビュート・トゥ・松任谷由実』（アイム・ユア・ファン トリビュート・トゥ・まつとうやゆみ、Tribute to Yumi MAtsutoya: I'm Your Fan）は、松任谷由実の楽曲を他の歌手たちが取り上げ、ミディから1992年10月21日に発売されたトリビュート・アルバム。
アルバム・タイトルの「アイム・ユア・ファン (I'm Your Fan)」は、前年1991年に出たレナード・コーエンへのトリビュート・アルバム『I'm Your Fan』と同じである。

## 収録曲
1. 12月の雨（EPO）
2. 冷たい雨（ハイ・ファイ・セット）
3. ノーサイド（麗美）
4. 中央フリーウェイ（庄野真代）
5. 時をかける少女（原田知世）
6. ベルベット・イースター（川越美和）
7. あの日にかえりたい（香坂みゆき）
8. 少しだけ片想い（三木聖子）
9. チャイニーズ・スープ（吉田美奈子）
10. ロッヂで待つクリスマス （藤谷美紀）
11. 翳りゆく部屋（島田歌穂）

CDのカバー裏面に表示された曲名には表記の揺れがあり、「中央フリーウェイ」は「中央フリー・ウェイ」、「ベルベット・イースター」は「ベルベットイースター」と記されている。